# الصخرة (فلم)
الصخرة فيلم حركة إنتاج عام 1996، إخراج مايكل باي وبطولة نيكولاس كيج، شون كونري وإد هاريس تم تصوير الفيلم في سجن الصخرة ومدينة سان فرانسيسكو

## القصة
تبدأ أحداث الفيلم مع مجموعة من جنود بحرية الاستطلاع الأمريكية المتمردين بقيادة العميد فرانسيس هاميل، حيث يقومون بالهجوم على مستودع أسلحة البحرية وتخدير كافة حراس المستودع والاستيلاء على 15 صاروخ مسلح بغاز الأعصاب VX، ثم تنتقل الأحداث إلى مختبر مكتب التحقيقات الفيدرالى في واشنطن العاصمة، حيث يقوم خبير الكيمياء الحيوية ستانلي جودسبيد ومساعده بنزع فتيل قنبلة مستترة في دمية تحتوى على غاز السارين ومتفجرات سي-4، وبعد أن ينجح في إبطال مفعول القنبلة يأخذ بقية اليوم راحة.
ثم تستولى مجموعة العميد هاميل على سجن الكاتراز، ويأخذون 81 من السياح رهائن في زنزانات السجون، ويقومون بوضع بعض الصواريخ المسروقة في أنحاء الجزيرة، وكذلك يقوم أحدهم بوضع جهاز استشعار الحركة، هاميل يطلب مدير مكتب التحقيقات الفيدرالي وماك ويبلغه بما فعل، ويطلب من أن يبلغ الجهات المسئولة بتهديده فإذا لم يدفع له 100 مليون دولار ليقوم بتوزيعهم على أسر جنود المارينز الذين لقوا حتفهم تحت قيادته في العمليات السرية وتجاهلتهم الحكومة فيما بعد، أو علمت وسائل الاعلام سوف يقوم بإطلاق الصواريخ نحو سان فرانسيسكو، كما أنه يعلم أن المضاد لغاز الأعصاب VX وهي البلازما الحرارية ما زالت قيد التجارب.
ونتيجة لذلك، وافقت اللجنة على محاولة تجهيز البلازما الحرارية، ولكن تقرر إرسال فريق من مشاة البحرية تحت قيادة القائد أندرسون كخطة أولى، ولكن كان يتعين عليهم لاقتحام السجن معرفة الأنفاق تحت الأرض في الكاتراز، ولكن الشخص الوحيد الذي يمكن أن يوفر هذه المعلومات هو جاسوس وضابط المخابرات البريطانية السابق جون باتريك مايسون، الذين فر من الكاتراز. وبعد احضاره، وعرض العفو عنه مقابل مساعدتهم في دخول الكاتراز (رغم أن وماك مزق وثيقة العفو)، مايسون يطلب أن يقضى بعد الظهر في فندق فيرمونت، ولكن يستغل الفرصة للهروب في سيارة هامر H-1 مسروقة. بعد مطاردة عبر شوارع سان فرانسيسكو، يقوم جودسبيد بتتبع أبنة مايسون على أمل أن تقوده إليه. وينجح في القبض على مايسون، وعندما يتم سؤاله عن المسار الصحيح للدخول عبر الأنفاق يخبرهم بأن ذاكرته في رأسه ولن يكون قادرا على التذكر إلا وهو داخل الأنفاق.
يتم نقل الفريق إلى الكاتراز مع مايسون، ومعهم جودسبيد كخبير في تفكيك الصواريخ، ويرشد مايسون الفريق إلى المسار الصحيح لدخول السجن ولكن يكتشفهم جهاز استشعار الحركة ويقع كل الفريق في فخ ويقوم المارينز المتمردين بتصفيتهم جميعاً ماعدا مايسون وجودسبيد، وينجح جودسبيد في إقناع مايسون بمساعدته على تعطيل الصواريخ ويقول لمايسون أن ابنته ستكون في خطر إذا اطلقت هذه الصواريخ، وينجحون في تعطيل جميع الصواريخ ولكن ماعدا ثلاثة منهم، يقوم هاميل بالتهديد بقتل واحد من الرهائن، فيقرر مايسون أن يواجهه من كسب المزيد من الوقت لجودسبيد حتى يتمكن من تعطيل ما تبقى من الصواريخ، ولكن جودسبيد ينجح في تعطيل صاروخ واحد فقط قبل أن يأسر.
وهما معا في الزنزانات، حيث يكشف مايسون لجودسبيد أنه كان اصلا في السجن لأنه كان جاسوسا للحكومة البريطانية لسرقة ميكروفيلم سري يحتوي على أدق أسرار الولايات المتحدة في النصف الثاني من القون العشرين. ينجح مايسون في فتح زنزانته وزنزانة جودسبيد باستخدام نفس التقنية التي اعتاد الهرب عندما سجن أول مرة، ويقرر أن يسبح عبر قناة إلى سان فرانسيسكو، في حين يذهب جودسبيد لنزع فتيل الصواريخ الباقية. ينجح أحد جنود البحرية في أسر جودسبيد مرة أخرى، ولكن يحرره مايسون بعد أن قرر العودة لإنقاذه. وعندما يأتي الموعد النهائي الذي قرره هاميل، يطلق هاميل أحد الصواريخ، ولكن حبه لوطنه يدفعه إلى تغيير إحداثيات الموقع الذي سينفجر فيه الصاروخ ليكون التفجير في تحت سطح البحر، مما يغضب الجنود الذين معه، ويقومون بالتمرد عليه. ويحدث تبادل لإطلاق النار بين الجنود وهاميل ومساعده، فيصاب هاميل ويساعده جودسبيد ومايسون، الذين يسحبونه وهو مثقل بالجروح ليستطيع أن يخبرهما عن مكان آخر ما تبقى من الصواريخ، يعطل جودسبيد ما تبقى من الصواريخ، بينما مايسون يواجه باقي المارينز.

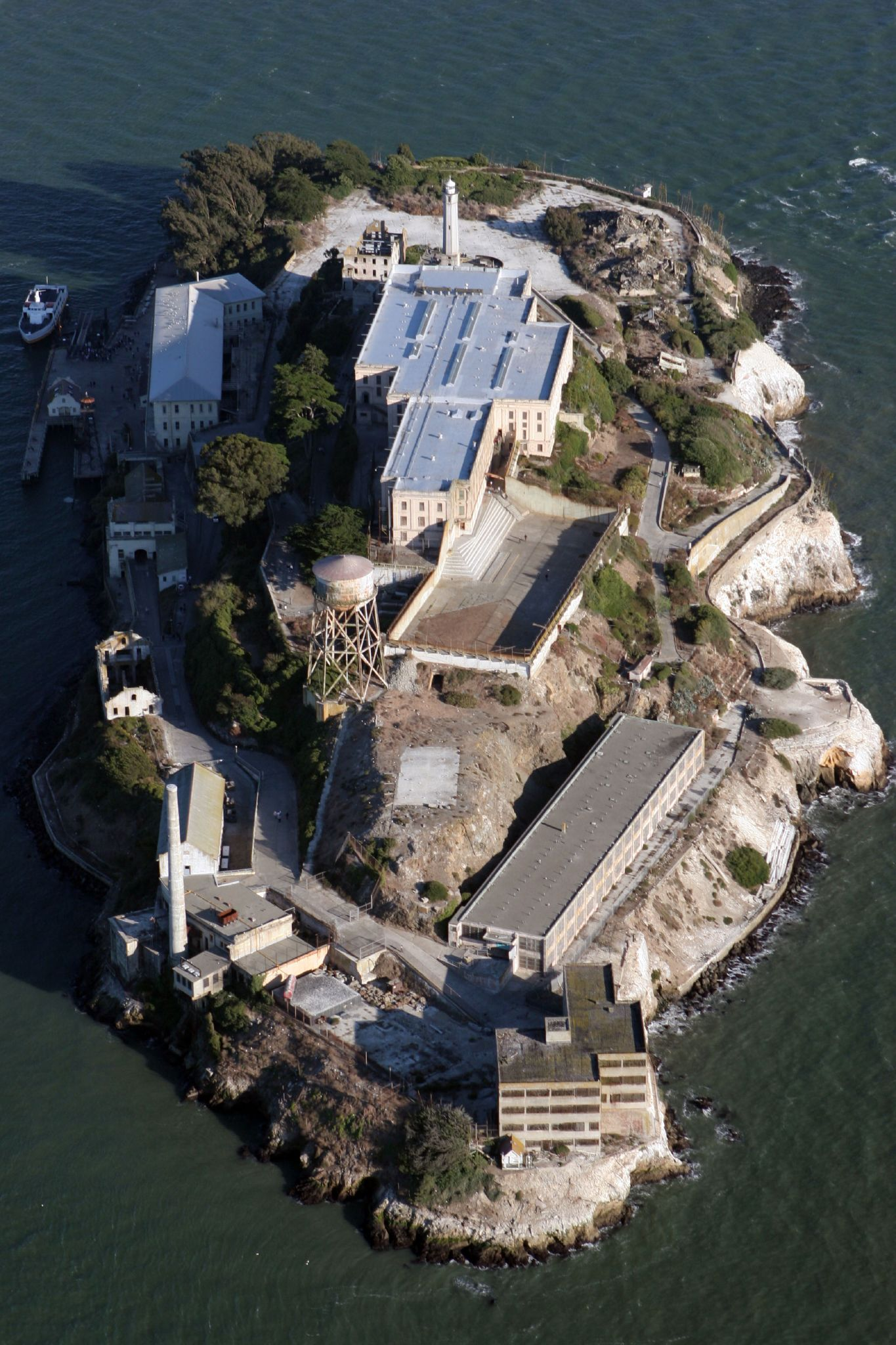
سجن ألكاتراز

وفي ذلك الحين يأمر الرئيس الأمريكي بعد الكثير من التفكير بتنفيذ ضربة جوية على السجن حيث تم النجاح بتجهيز البلازما الحرارية ووضعها على مقاتلات إف- 18 هورنيت، وبعد أن عطل جودسبيد آخر صاروخ وزال الخطر تذكر أن عليه إطلاق إشارة زوال خطر الصواريخ ولكنه يطلقها متأخراً فـتأتي الإشارة إلغاء المهمة للطيار بعد قام بقصف الجزيرة بالبلازما الحرارية، ولحسن الحظ فقد اخطأ الطيار التصويب وانفجرت خلف السجن، ويكذب جودسبيد على وماك (لأنه شاهد وماك وهو يقوم بتمذيق العفو الخاص بمايسون) ويخبره أن مايسون لقي مصرعه في الانفجار، وبامتنان يقول مايسون لجودسبيد على مكان الميكروفيلم السرى، وينتهي الفيلم مع جودسبيد وصديقته بعد زواجهما وبعد العثور على الميكروفيلم وعلمهما بالكثير من اسرار الدولة الأمريكية، مثل الحقيقة حول اغتيال كينيدي وهبوط المركبة الفضائية في روزويل.
نهاية تحذير إفساد الفيلم مما قد يؤيل إليه من إفساد متعة القراءة

## طاقم العمل
- شون كونري: النقيب باتريك جون مايسون
- نيكولاس كيج: الدكتور ستانلي جودسبيد
- إد هاريس: العميد فرانسيس العاشر هيوميل
- جون سبنسر: مدير مكتب التحقيقات الفيدرالى جيمس وماك
- ديفيد مورس: الميجور توم باكستر
- يليام فورسيذي: وكيل خاص مكتب التحقيقات الفيدرالية ارنست باكستون
- مايكل بايهين: القائد أندرسون
- فانيسا ماركيل: كارلا بستلوزى
- جون سي. مكجينلى: النقيب هيندريكس

## الإيرادات
في أمريكا الشمالية: 134,069,511 دولار
بــاقى دول العالم: 200,993,110 دولار
المجموع: 335,062,621 دولار

## وصلات خارجية
- مقالات تستعمل روابط فنية بلا صلة مع ويكي بيانات
- Criterion Collection essay by Roger Ebert
- صفحة الفيلم على boxofficemojo